# Jamajka na Letnich Igrzyskach Olimpijskich 1988
Jamajkę na Letnich Igrzyskach Olimpijskich 1988 reprezentowało 35 zawodników: 24 mężczyzn, 11 kobiet. Reprezentacja Jamajki zdobyła dwa medale, wszystkie w lekkoatletyce. Był to dziesiąty start reprezentacji Jamajki na letnich igrzyskach olimpijskich.

## Zdobyte medale
| Medal  | Zawodnik                                                                            | Dyscyplina    | Konkurencja                 | Rezultat | Data           |
| ------ | ----------------------------------------------------------------------------------- | ------------- | --------------------------- | -------- | -------------- |
| Srebro | Grace Jackson                                                                       | Lekkoatletyka | bieg na 200 m kobiet        | 21,72    | 29 września    |
| Srebro | Howard Burnett Bert Cameron Howard Davis Trevor Graham Winthrop Graham Devon Morris | Lekkoatletyka | sztafeta 4 × 400 m mężczyzn | 3:00,30  | 1 października |